# Adolf Greiß
Adolf Greiß (* 20. Oktober 1829 in Köln; † 10. Oktober 1895 ebenda) war Jurist und Mitglied des Deutschen Reichstags.

## Leben
Greiß war der Sohn des Gartendirektors Jakob Greiß besuchte das Friedrich-Wilhelm-Gymnasium in Köln und studierte Rechtswissenschaften an den Universitäten Bonn, Heidelberg und Berlin von 1848 bis 1851. Er fungierte als Friedensrichter in Rheinberg und Ratingen und als Landrichter in Düsseldorf und Köln.
Von 1890 bis Februar 1895 und von Mai 1895 bis zu seinem Tode war er Mitglied des Deutschen Reichstags für den Wahlkreis Regierungsbezirk Köln 1 (Köln-Stadt) und die Deutsche Zentrumspartei. Im Februar 1895 war sein Mandat für ungültig erklärt worden, er wurde aber in der folgenden Nachwahl wiedergewählt.
Seit 1886 war er auch Mitglied des Preußischen Hauses der Abgeordneten für denselben Wahlkreis.
Greiß starb wenige Tage vor seinem 66. Geburtstag. Er wurde in der Familiengrabstätte auf dem Kölner Melaten-Friedhof beigesetzt.